# Ostroróg Hrabia

Ostroróg Hrabia

Ostroróg III

Ostroróg Hrabia – polski herb hrabiowski, odmiana herbu Nałęcz, nadany w Galicji.

## Opis herbu
Istniały dwie wersje herbu hrabiowskiego Ostrorogów. Nazewnictwo według Juliusza Karola Ostrowskiego. Odmiana opisywana jako Ostroróg III była Nałęczem z oznakami godności hrabiego:
Ostroróg III: W polu czerwonym chusta srebrna, ułożona w koło, związana u dołu, z opuszczonymi końcami. Nad tarczą korona hrabiowska, nad którą hełm z klejnotem: Panna w szacie czerwonej, z nałęczką na rozpuszczonych włosach, między dwoma rogami jelenimi, trzymająca się tych rogów.
Odmiana opisywana jako Ostroróg była herbem złożonym o tarczy dzielonej w osiem pól:
Ostroróg Hrabia: W polu I, czerwonym, nałęczka srebrna (godło herbu Nałęcz); w polu II, czerwonym, topór srebrny (godło herbu Topór); w polu III, złotym, orzeł czarny (nawiązanie do herbu Świętego Cesarstwa Rzymskiego); w polu IV, czerwonym, trzy trąby czarne o nawiązaniach złotych w rosochę, złączone ustnikami (godło herbu Trąby); w polu V, czerwonym, rogacina podwójnie przekrzyżowana, srebrna (godło herbu Lis); w polu VI, czerwonym korab złoty z takąż wieżą o trzech blankach (godło herbu Korab); w polu VII, czerwonym, rogacina roztłuczona w wąs (godło herbu Odrowąż); w polu VIII, złotym, głowa lwia srebrna, ziejąca płomieniem czerwonym (godło herbu Zadora). Nad tarczą korona hrabiowska, nad którą trzy hełmy z klejnotami: Klejnot I: Orzeł jak w godle; klejnot II: Panna w szacie czerwonej, z nałęczką na rozpuszczonych włosach, między dwoma rogami jelenimi, trzymająca się tych rogów; klejnot III: Pół lwa wspiętego, złotego, trzymającego topór srebrny. Labry na hełmie I czerwone, podbite złotem, na II i III czerwone podbite srebrem. Pod tarczą dewiza: Contentus sua vere sorte.

## Najwcześniejsze wzmianki
Tytuł hrabiowski Świętego Cesarstwa Rzymskiego otrzymał Stanisław Ostroróg (kasztelan kaliski) rzekomo już w 1518 roku, który to tytuł potwierdzono w Rzeczypospolitej w 1611 i 1612. Tytuł hrabiowski (hoch- und wohlgeboren, graf) z herbem Ostroróg III potwierdzono dla  Adama, Marcina i Aleksandra z 17 marca 1783 w Galicji. Podstawą potwierdzenia był patent z 1775 oraz pochodzenie wywiedzione od Stanisława Ostroroga. Tytuł potwierdzono także w Rosji dla Andrzeja, Mikołaja i Józefa 28 czerwca 1846 roku.

## Herbowni
Jedna rodzina herbownych (herb własny):
- graf von Ostroróg